# De umbris idearum
De umbris idearum ("Le ombre delle idee") è un'opera in latino del filosofo Giordano Bruno pubblicata a Parigi nel 1582 dalla tipografia E. Gourbin in un unico volume insieme all'Ars memoriae ("Arte della memoria"). Considerato un trattato di mnemotecnica, il volume è così diviso in due parti, la prima di carattere teorico, la seconda di carattere pratico.

## Generalità
(Bruno 2008, p. 72, quattordicesimo modo)
Il volume è dedicato a Enrico III di Francia, presso la cui corte Bruno in quegli anni soggiornava in qualità di membro del prestigioso collegio dei lecteurs royaux. Racconterà Bruno agli inquisitori veneti che il Re lo aveva chiamato a corte per chiedergli dimostrazione delle sue facoltà mnemoniche, cosa che egli fece. L'arte di memorizzare ha una lunga tradizione, che risale alla Grecia antica, e il cui interesse era particolarmente vivo in quei secoli.
Preceduto da quattro componimenti poetici e da un dialogo introduttivo, i cui protagonisti sono Hermes, Philotimus e Logifer, il De umbris è suddiviso in due sezioni: Triginta intentiones umbrarum ("Trenta modi di intendere le ombre"), che individua i modi coi quali si percepiscono le ombre, intese come le immagini della realtà; Triginta conceptus idearum ("Sui trenta concetti delle idee"), dove Bruno individua il nesso che sussiste fra idee e ombre.
Nella visione del filosofo, l'universo è un corpo unico, organicamente formato, con un preciso ordine che struttura ogni singola cosa e la connette con tutte le altre. Fondamento di quest'ordine sono le idee, principi eterni e immutabili presenti totalmente e simultaneamente nella mente divina, ma queste idee vengono ombrate e si separano nell'atto di volerle intendere. Nel cosmo ogni singolo ente è dunque imitazione, immagine, ombra della realtà ideale che la regge. Rispecchiando in sé stessa la struttura dell'universo, la mente umana, che ha in sé non le idee ma le ombre delle idee, può raggiungere la vera conoscenza, ossia le idee e il nesso che connette ogni cosa con tutte le altre, al di là della molteplicità degli elementi particolari e del loro mutare nel tempo. Si tratta allora di cercare di ottenere un metodo conoscitivo che colga la complessità del reale, fino alla struttura ideale che sostiene il tutto.
Tale mezzo si fonda sull'arte della memoria, il cui compito è di evitare la confusione generata dalla molteplicità delle immagini e di connettere le immagini delle cose con i concetti, rappresentando simbolicamente tutto il reale. Qui Bruno si riallaccia al lullismo, quella corrente di seguaci di Raimondo Lullo, filosofo e religioso catalano, che vede nell'arte della memoria un sistema chiarificatore della realtà. Nelle intenzioni di Bruno l'arte della memoria non è quindi soltanto uno strumento per favorire la memoria, bensì un mezzo che basandosi su principi metafisici, consente una comprensione della realtà, mnemotecnica e gnoseologia sono dunque interconnesse.

## Il testo

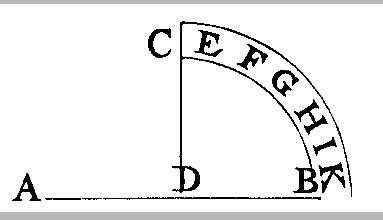
Illustrazione dal "Trentesimo modo". Nel punto D sono contenuti in potenza i vertici di infiniti angoli al tendere di C verso B, e dunque nel punto C sono possibili infiniti atti, visualizzabili nei punti E, F, eccetera. Questa infinita potenzialità in D è un'analogia geometrica con la quale Bruno mostra come l'"idea" dell'angolo corrisponda a "ombre" infinite.

Le quattro poesie che precedono il testo sono: Filoteo Giordano Bruno all'amico e studioso lettore; Merlino all'artista; Merlino al giudice sobrio; Merlino al giudice adeguato.
Nel dialogo introduttivo è Ermes a presentare il testo: egli ha fra le mani questo libro, "Ombre delle idee", ma non sa se divulgarlo o meno. Filotimo e Logifero discutono sulla questione con pareri discordanti. Ermes conclude dicendo che il libro è di difficile comprensione, riguarda l'arte della memoria ma apre la via anche ad altro. Nella finzione del dialogo, Filotimo dà voce all'autore stesso; Logifero impersona un pedante che prende posizione contro l'arte della memoria, mentre Ermes fa riferimento a Hermes Trismegistus, personaggio mitico ritenuto fondatore di una corrente filosofica nota come ermetismo.
Nella prima parte, "Trenta modi di intendere le ombre", l'autore espone similitudini e differenze fra ombra fisica e ombra nel senso qui utilizzato. Nella seconda, "Sui trenta concetti delle idee", egli spiega i vari tipi di ombre, invitando a concepirli prima in senso assoluto, poi in relazione ai modi di intenderli prima esposti.

## Contenuti

### L'intelletto e le idee
Riallacciandosi a Plotino, Bruno definisce le "idee" come quegli enti che dànno forma a tutte le cose del mondo (le quali cose mutano in continuazione). E così, da ogni cosa è possibile risalire alla rispettiva idea, pur se di queste idee noi percepiamo solo "ombre". L'esistenza delle idee implica l'esercizio di una volontà e non è quindi compatibile col caso: questo primo efficiente è l'intelletto primo, o universale, il quale ha in sé tutte le idee e le emana ininterrottamente. Le idee possono considerarsi nella luce se per "luce" si intende l'intelligibilità, che è appunto la qualità dell'intelletto.

### L'ombra e la conoscenza
Il tema centrale dell'opera è quello del carattere "umbratile" della conoscenza umana, cioè una conoscenza offuscata, imperfetta, strettamente connesso all'altro, quello del rapporto fra ciò che è umano e ciò che è divino. Fra uomo e Dio, per Bruno, non vi è proporzione, e il rapporto che sussiste fra uomo e Dio è analogo, da un punto di vista metafisico, a quello che c'è fra ombra e luce, o meglio: fra l'ombra e l'idea:
(Bruno 2008, p. 59, primo modo)

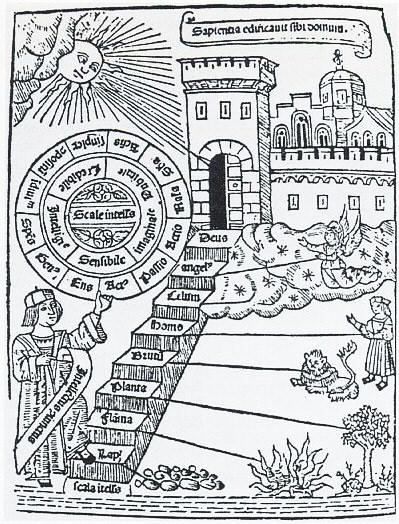
"La scala della discesa e dell'ascesa", illustrazione da De ascensu et descensu intellectus, testo di Raimondo Lullo, 1512

Ciò che è vero, è dunque unico: è Dio, ed è proprio quello delle "ombre" il luogo nel quale l'uomo vive riconoscendosi distinto da Dio, intelletto primo, colui che ineffabilmente emana le "idee" a mo' di luce, luce assoluta. Riconosciuta questa differenza strutturale, all'uomo che aspira alla conoscenza resta l'ombra, che pur non essendo luce, dalla luce deriva, e in quanto tale contiene racchiusa la via verso il divino, il vero.
Nel "settimo modo" Bruno scrive infatti che così come dall'unità dell'ente universale tutte le infinite cose del modo discendono migrando dalla luce alla tenebra, «niente impedisce che [...] gradatamente le infime cose siano richiamate alle supreme». Il luogo di incontro della luce e delle tenebre è proprio l'ombra, «orizzonte del bene e del male, del vero e del falso». La visione umbratile è dunque imperfetta in quanto non pienamente luminosa, ma le cose nel mondo sono tutte fra loro interconnesse in un «ordine mirabile», e l'arte della memoria può ricreare artificialmente questo insieme di connessioni, permettendo la conoscenza di quell'ordine che normalmente non è accessibile.

### L'ordine universale
Le cose nel mondo derivano dalle idee, idee a loro volta emanate dall'intelletto universale che le contiene tutte infinitamente e totalmente. Se la sorgente è dunque unica Bruno conclude che necessariamente tutte le cose nel mondo devono allora conservare in qualche modo la matrice comune: «uno solo l'ordine, uno solo il governo». Bruno intuisce così l'esistenza di un ordine universale, una catena infinita di connessioni che unisce ogni cosa a tutte le altre come parti di un unico organismo. Interagendo con le cose, noi percepiamo le ombre delle idee, e memorizzando la nostra mente può immaginare tale ordine, effetto di quella unità originaria che tutto emana, ricostruire per similitudine il macrocosmo. Così come l'ombra si pone fra la natura e il divino, la memoria si situa fra l'intelletto umano e quello universale, consentendo di scalare quella «catena aurea» fra la terra e il cielo, fra uomo e Dio.